# Herman D. Stein
Herman D. Stein (13 août 1917 – 2 octobre 2009)  est un spécialiste des sciences sociales américain. Doyen de la Mandel School of Applied Social Sciences il est aussi professeur émérite de l'université Case Western Reserve à Cleveland, en Ohio.
Pionnier de la profession de travailleur social, Herman D. Stein excelle en tant qu’éducateur, universitaire, internationaliste, administrateur universitaire et leader de diverses associations professionnelles au cours de sa carrière de plus de soixante ans. Stein est recteur de l'Université Case Western Reserve pendant les années agitées des années 1960 et continue à enseigner en tant que professeur titulaire. On lui demande de servir à nouveau comme prévôt en 1985. Il est deux fois membre du Center for Advanced Study in the Behavioral Sciences (« Centre d'études avancées en sciences du comportement ») de l'Université Stanford.

## Carrière professionnelle
Après son doctorat obtenu à l'Université Columbia, Stein enseigne à la School of Social Work de l'Université Columbia pendant quatorze ans. Il est ensuite professeur à la Smith College School for Social Work, à la Harvard School of Public Health et à l'Université de Hawaï. Il enseigne dans plusieurs autres universités aux États-Unis et dans le monde et contribue à la création d'écoles, telles que The Paul Baerwald School of Social Work and Social Welfare en Israël,
Au cours de sa carrière, Stein devient conseiller principal du directeur général de l'UNICEF pendant plus de 20 ans, où il contribue à façonner et à construire l'organisation. Il quitte une carrière prometteuse à l’Université Columbia pour aider les survivants de l’Holocauste dans l’Europe de l’après-Seconde Guerre mondiale, sous les auspices de l’American Jewish Joint Distribution Committee (AJJDC). Il joue un rôle déterminant dans l’expansion des opérations de l’American Jewish Joint Distribution Committee (AJJDC) au-delà de l’Europe et occupe plusieurs postes au sein de l’organisation. Son engagement envers l'AJJDC duré plus de 60 ans jusqu'au jour de sa mort.
S'installant à Cleveland pour devenir doyen de l' École Mandel des sciences sociales appliquées de l'Université Case Western, Herman D. Stein sert pendant les années agitées des années 1960 et continue à enseigner en tant que professeur titulaire.
Herman D. Stein publie de nombreux ouvrages sur le travail social. Il est l'auteur de plusieurs livres et de plus d'une centaine d'articles de revues, principalement dans les domaines de la pratique du travail social, de l'administration sociale, du travail social international et de la formation en travail social. Dans les organisations professionnelles, Stein est président de l' International Association of Schools of Social Work (Association internationale des écoles de travail social) de 1968 à 1976 et président du Council on Social Work Education (« Conseil sur la formation en travail social », CSWE) de 1968 à 1976.

## Distinctions
- Herman D. Stein reçoit la Médaille universitaire, la plus haute distinction de la Case Western Reserve University, pour son leadership et son jugement expert dans la direction de l'Université à travers les  années 1960.